# Olle Engkvist-medaljen
Olle Engkvist-medaljen är en utmärkelse för högklassig journalistik inom byggnadskonst.
Priset delas ut årligen av Stockholms Byggnadsförenings Stiftelse för Olle Engkvist-priset. Stiftelsen bildades 1959 när storbyggmästaren Olle Engkvist fyllde 70 år. Flera av hans bolag inom byggsektorn – Bygg-Oleba Olle Engkvist AB, Josef Engkvist Måleri AB, AB Installatör med flera –överlämnade en penninggåva som blev grundplåt för stiftelsen. 
Stiftelsens ändamål är att bereda publicister vidareutbildning inom eller utom landet för att därigenom främja "spridandet av vederhäftig kunskap om och fördjupad förståelse för samtida byggnadskonst" samt från 1967 utdela medalj, företrädesvis som belöning för "högklassig journalistik". Pristagarna utses av en stipendienämnd i samarbete med Publicistklubben och Hiertanämnden. Medaljen, skapad av skulptören Axel Wallenberg, delas normalt ut vid Stockholms Byggnadsförenings högtidssammanträde i början av december.
Den första medaljen utdelades till SvD-journalisten Greta Bolin med signaturen Corinna för ”högklassig och mångsidig journalistik och djupt mänskligt intresse för allmänna byggnadsfrågor, miljöintresse och bostadsproblem”.

## Exempel på pristagare (urval)
- Greta Bolin – 1967 [1]
- Ulla Molin – 1968 [2]
- Per Holm – 1969 [3]
- Göran Lindahl – 1970 [4]
- Yngve Larsson – 1972 [5]
- Gunnar Dravnieks – 1972 [6]
- Leif Reinius – 1973 [7]
- Hans-Erland Heineman – 1973 [8]
- Elias Cornell – 1974 [9]
- Gustav Nydahl – 1975 (postumt) [10]
- Boris Blomgren – 1977 [11]
- Helge Zimdahl – 1977 [12]
- Ulf Hård af Segerstad – 1978 [13]
- Gösta Selling – 1979 [14]
- Bo Grandien – 1980 [15]
- Fredrik Schütz – 1980 [15]
- Nils-Eric Sandberg – 1981 [16]
- Sture Johanson – 1981 [17]
- Lennart af Petersens – 1983 [18]
- Göran Schildt  – 1985 [19] [20]
- Karl-Erik Synnemar – 1985 [21] [22]
- Björn Linn – 1986 [23]
- Ingemar Johansson - 1988 [24]
- Eva Rudberg – 1989 [25]
- Eva Eriksson – 1990 [26]
- Jöran Lindvall – 1991 [27]
- Björn Ericsson – 1992 [28]
- Olle Vävare – 1993 [29]
- Lennart Holm – 1995 [30]
- Erik Thelaus – 1996 [31]
- Katarina Dunér – 1997 [32]
- Claes Caldenby – 1997
- Fredrik Bedoire – 1998 [33]
- Göran Willis – 1999 [34]
- Staffan Bengtsson – 1999 [34]
- Cecilia Björk – 2000 [35]
- Laila Reppen – 2000 [36]
- Ulla Bengtsson – 2001 [37]
- Katarina Dahlgren - 2001 [38]
- Thomas Hall – 2002
- Sven Rydenfelt – 2002
- Thorbjörn Andersson – 2003 [39]
- Thorleif Hellbom – 2008
- Åke E:son Lindman – 2008 [40]
- Olof Hultin – 2010 [41]
- Margareta Redlund – 2010[42]
- Gunilla Linde Bjur – 2011 [43]
- Emma Jonsteg – 2014 [44][45]
- Roger Andersson – 2014 [46]
- Lars Epstein – 2015 [47]
- Titti Olsson – 2015 [48]
- Elisabet Andersson – 2016 [49]
- Martin Rörby – 2018 [50]
- Ann Victorin – 2019
- Mark Isitt – 2020 [51]
- Pernilla Ståhl – 2021 [52]
- Jan Jörnmark – 2021 [53]
- Anders Wahlgren – 2023 [54]
- Monica Andersson – 2023
- Hedvig Hedqvist – 2024 [55]